# Christiane Brosius
Christiane Brosius (* 1966) ist eine deutsche Ethnologin und Südasienwissenschaftlerin. Seit 2009 besetzt sie die Professur für Bild- und Medienethnologie am Heidelberg Centre for Transcultural Studies (HCTS) der Ruprecht-Karls-Universität Heidelberg.

## Leben und Wirken
Christiane Brosius studierte an der Goethe-Universität in Frankfurt am Main Kunstpädagogik, Kunstgeschichte und Kulturanthropologie. Studienaufenthalte an der Oxford Brookes University und an der School of Oriental and African Studies (SOAS) in London wurden durch Arbeitsaufenthalte im Bereich der Museumspädagogik in Edinburgh, London und Frankfurt ergänzt. Im Jahr 2000 wurde Brosius bei Werner Schiffauer an der Europa-Universität Viadrina in Frankfurt (Oder) im Fach Vergleichende Kultur- und Sozialanthropologie zum Thema Medienproduktion im Hindunationalismus promoviert. Im selben Jahr erhielt sie am Institut für Theaterwissenschaft an der Gutenberg-Universität in Mainz eine Stelle als Postdoktorand, wo sie im Rahmen des DFG-geförderten Schwerpunktprogrammes Theatralität. Theater als kulturelles Modell in den vergleichenden Kulturwissenschaften zum Thema Kolonialismus und die Repräsentation Ozeaniens in frühen Filmen (1900–1931) forschte.
Von 2002 bis 2009 war Brosius Assistentin in der Abteilung Ethnologie des Südasien-Instituts der Ruprecht-Karls-Universität Heidelberg. 2005 arbeitete sie als Visiting Associate Professor an der School of Arts and Aesthetics an der Jawaharlal Nehru University in Delhi. 2008 erfolgte die Habilitation in Ethnologie an der Universität Heidelberg. 2009 erhielt sie im Rahmen der Exzellenzinitiative einen Ruf an die Universität Heidelberg zum Exzellenzcluster Asien und Europa im globalen Kontext.
Von 2002 bis 2009 war Brosius ebenfalls Mitglied und Projektleiterin am Sonderforschungsbereich Ritualdynamik (SFB 619). 2015 war sie Senior Fellow am Europainstitut der Universität Basel im Global-Ageing-Programm zum Thema „Intergenerational perspectives on aging in urbanising Nepal“ und von 2016 bis 2017 Fellow des Marsilius-Kollegs der Universität Heidelberg zu dem Thema "Beyond North and South, comparative urban research in the context of natural and social resource conflicts" in Zusammenarbeit mit Ulrike Gerhard und Katja Patzel-Mattern. Für das Wintersemester 2021/22 und das Sommersemester 2022 wurde Brosius erneut zum Fellow des Marsilius-Kollegs ernannt, um mit Stefan Trautmann und Alexis Maizel am Thema der "Robustness" zu arbeiten.
Christiane Brosius war von 2013 bis 2017 Projektleiterin des von Humanities in the European Research Area (HERA) geförderten EU-Projektes Creating the 'New' Asian Woman: Entanglements of Urban Space, Cultural Encounters and Gendered Identities in Shanghai and Delhi. Von 2016 bis 2020 war Brosius Mitglied des DAAD-geförderten Forschungsprojekts New Directions in 'Active Ageing' and 'Age-Friendly Culture' in India and Germany an.
Von 2017 bis 2019 war Christiane Brosius Koordinatorin des Teilprojektes „Transkulturelle Studien“ für Nachwuchsgruppen in den Geisteswissenschaften. Seit 2018 ist sie Ko-Sprecherin (sowie Mitbegründerin) der Shaping Asia-Networking Initiative und Projektleiterin des Nepal Heritage Documentation Pilot (NHDP, bis 2026). Seit 2020 ist sie Mitglied des Beirats des Heidelberg University Publishings (HeiUP) sowie Projektleiterin des DAAD-geförderten Projekts Urban transformation and placemaking: Fostering Learning from South Asia and Germany (2020–2023). Seit April 2021 ist sie geschäftsführende Direktorin des HCTS und seit Mai Sprecherin der Flagship Initiative Transforming Cultural Heritage (FITCH), welcher sie seit 2020 angehört. Ab Herbst 2021 leitet Brosius das internationale Forschungsprojekt Heritage as Placemaking: The Politics of Solidarity and Erasure in South Asia, zusammen mit Stefanie Lotter (SOAS London), Sabin Ninglekhu (Social Science Baha, Kathmandu), Sasanka Perera (South Asian University, Delhi). Das Projekt ist Teil der Initiative Global Issues - Integrating Different Perspectives on Heritage and Change und am Rijksbanken Jubileumsfond für Geistes- und Sozialwissenschaften angesiedelt.

## Forschungsschwerpunkte
Christiane Brosius legt in ihrer Forschungsarbeit den Schwerpunkt auf Populärkultur und Zeitgenössische Kunst sowie neue Medien in Nepal und Indien. Dabei spielen Urbanistik, Lebenslaufforschung sowie Migration eine zentrale Rolle. Rezente Forschungen zu städtischem Wandel, Kulturerbe und dem Erdbeben in Nepal von 2015 analysieren den Umgang mit sozialen, kulturellen und natürlichen Ressourcen; eine Arbeit, die an der Universität Heidelberg zu Kollaborationen mit Stadtgeographen und Historikern, Stadtplanern und Architekten in Deutschland, Indien und Nepal geführt hat. Ältere Forschungsarbeiten zu Emotionskulturen im urbanen Indien sowie medialen Repräsentationen des Hindunationalismus werden nun durch neuere Projekte (z. B. 'Manly Matters. Representations of Maleness in South Asian Popular Visual Practice', Tasveerghar) fortgesetzt.
Ihre Forschungen zu visueller und Medienanthropologie, Stadtforschung und Migration schlagen sich in diversen, meist forschungsbasierten, Lehrveranstaltungen nieder.

## Schriften
Monographien (Auswahl)
- 2017: mit Sanjeev Maharjan: Breaking Views. Engaging Art in Post-Earthquake Nepal. Kathmandu: Himal Books/Social Science Baha, ISBN 978 9937 597 37 1.
- 2017: Patis in Patan - online project/interactive platform about the architectural form of the arcaded resthouse and urban transformation in Patan, Nepal
- 2010: India’s Middle Class. New Forms of Urban Leisure, Consumption and Prosperity. New Delhi, London, New York: Routledge (vergriffen; zweite Auflage und Taschenbuchausgabe mit zusätzlicher Einleitung: Januar 2014).
- 2005: Empowering Visions. The Politics of Representation in Hindu Nationalism. London: Anthem Press.
- 1997: Kunst als Denkraum. Zum Bildungsbegriff von Aby Warburg. Pfaffenweiler, Centaurus Verlagsgesellschaft.

Herausgegebene Bücher und Zeitschriftenbeiträge (Auswahl)
- 2021: Art as Participation, Gift and Resource: Nepali artists’ engagement in post- earthquake Kathmandu Valley. In: Michael Hutt, Mark Liechty, Stefanie Lotter (Hrsg.): Epicentre to Aftermath. Rebuilding and remembering in the wake of Nepal’s earthquakes. Delhi: Cambridge University Press: S. 308–340, ISBN 978-1-108-83405-6.
- 2021: smART city - turbulent city. Artistic Engagements with Urban Ecologies in Delhi. In: Scott McQuire, Sun Wei (Hrsg.): Communicative Cities and Urban Space. Routledge London: S. 108–128, ISBN 9780367515607.
- 2020: mit Axel Michaels: Vernacular Heritage as Urban Place-Making. Activities and Positions in the Reconstruction of Monuments after the Gorkha Earthquake in Nepal, 2015-2020: The Case of Patan. In: Peter Larkham, David Adams (Hrsg.): Sonderausgabe The Uses of Heritage in Post-Disaster Reconstruction.
- 2020: mit Roberta Mandoki (Hrsg.): Caring in / for Place: Old-age in Urban Nepal. In: Caring for Old Age. Perspectives from South Asia. Heidelberg: Heidelberg University Press: 119–158.
- 2019: mit Laila Abu-Er-Rub, Sebastian Meurer, Diamantis Panagiotopoulos, Susan Richter (Hrsg.): Engaging Transculturality. Concepts, Key Terms, Case Studies. London: Routledge.
- 2019: ‘Let's do it again!' Shaping 'Global' Art Production in Urban Nepal". In: Christoph Wulf, Joan Ramon (Hrsg.): Repetition, Reccurence, Returns. How Cultural Renewal Works. Lanham/Boulder/New York: Lexington Books: S. 241–256.
- 2019: mit Holger Schulze: Sonderausgabe Out of Space. Sensory practices and placemaking. In: Paragrana. Journal of Historical Anthropology 28(1), May 2019.
- 2018: Die moderne Kunstszene. In: Axel Michaels: Kultur und Geschichte Nepals. Stuttgart: Kröner Verlag: S. 347–351.
- 2018: Care-takers and place-makers. Old age and urban regeneration in Patan, Nepal. In: Basel Papers of the Institute of European Global Studies No 15, University of Basel: S. 1–50.
- 2017: mit Sanjeev Maharjan: Breaking Views. Engaging Art in Post-Earthquake Nepal. Kathmandu: Himal Books/Social Science Baha (mit Beiträgen von Dina Bangdel, Sheelasha Rajbhandari und Hit Man Gurung), ISBN 978-9937-597-37-1 (Taschenbuch) ISBN 978-9937-597-38-8 (gebundenes Buch)
- 2017: Art in the Aftermath of a Catastrophe. Gazing, Walking, Participating in the City. In: Christiane Brosius, Sanjeev Maharjan: Breaking Views. Engaging Art in Post-Earthquake Nepal. Kathmandu: Himal Books/Social Science Baha: S. 107–136
- 2016: Regulating access and mobility of single women in a ‘world class’- city. Gender and inequality in Delhi, India. In: Ulrike Gerhard u. a. (Hrsg.): Urban Inequality in the Creative City. Issues, Approaches, Comparisons. Palgrave McMillan: S. 239–260, ISBN 978-1-349-95114-7.
- 2016: mit Tina Schilbach: Sonderausgabe Mind the Gap. Thinking about in-Between Spaces in Delhi and Shanghai. City, Culture and Society Band 7, Nummer 4, Dezember 2016, S. 1–6.
- 2015:  mit Sumathi Ramaswamy, Yousuf Saeed (Hrsg.): Visual Homes, Image Worlds. Essays from Tasveer Ghar, the House of Pictures. Delhi: Yoda Press.
- 2015: Emplacing and Excavating the City. Art, Ecology and Public Space in New Delhi. In: Journal of Transcultural Studies Nummer 1, 2015, S. 75–125.
- 2015: Globalisierte Emotionen und Medienwelten: Multilokale und multimediale Ethnographie im urbanen Indien. In: Martin Zillinger, Cora Bender (Hrsg.): Medienethnographie. Ein Handbuch. Berlin: Reimer Verlag, S. 187–207.
- 2014: mit Yousuf Saeed: South Asia's Islamic Shrines and Transcultural Visuality. Ten multimedia essays published on the Online Platform The Visual Pilgrim. Mapping Popular Visuality and Devotional Media
- 2013: als Herausgeber, zusammen mit Axel Michaels, Paula Schrode: Ritual und Ritualdynamik. Schlüsselbegriffe, Theorien, Diskussionen. Göttingen: Vandenhoeck & Ruprecht/UTB Verlag